# روب بيرسون
روب بيرسون هو لاعب هوكي الجليد كندي، ولد في 8 مارس 1971 في أوشاوا في كندا.

## وصلات خارجية
- روب بيرسون على موقع دوري الهوكي الوطني (الإنجليزية)
- روب بيرسون على موقع EliteProspects.com (الإنجليزية)
- روب بيرسون على موقع HockeyDB.com (الإنجليزية)
- روب بيرسون على موقع Hockey-Reference.com (الإنجليزية)